# Jakub Mátl
Vladimír Jakub Mátl (2. září 1945 – 29. října 1990 Český Těšín) byl český filozof, student Jana Patočky na Karlově Univerzitě.
Jakub Mátl byl aktivistou Občanského fóra a spolutvůrcem idey vzniku Mezinárodního divadelního festivalu Na hranici spolu s Jerzym Kronholdem v roce 1990. Studoval čínštinu a filozofii na Karlově Univerzitě. Uváděl výstavy obrazů a kreseb, pořádané kulturním střediskem.
Zemřel na infarkt myokardu.

## Dílo

### Texty
rok vydání, název (podnázev)
- 1982 	Petr Navrátil: Obrazy, kresby
- 1983 	Bohuslava Olešová
- 1984 	Bohuslava Olešová: Kresby
- 1984 	Vladimír Merta
- 1984 	Petr Navrátil: Obrazy a kresby
- 1988 	Oskar Přindiš: Kresba, malba, asambláž
- 1990 	Bohuslava Olešová: Obrazy / Objekty     ISBN= 80-7060-012-8